# 拉斯克魯塞斯 (貝登省)
16°38′10″N 90°11′02″W / 16.63611°N 90.18389°W
拉斯克魯塞斯（西班牙語：Las Cruces），是危地馬拉的城鎮，位於該國北部，由貝登省負責管轄，始建於2011年11月22日，面積1,775平方公里，海拔高度130米，人口35,000，人口密度每平方公里20人。